# Gnaphosa pauriensis
Gnaphosa pauriensis är en spindelart som beskrevs av Benoy Krishna Tikader och Gajbe 1977. Gnaphosa pauriensis ingår i släktet Gnaphosa och familjen plattbuksspindlar. Inga underarter finns listade i Catalogue of Life.